# 碧云绿地
碧云绿地又名张家浜楔形绿地，是位于中國上海市浦東新區的一片楔形城市绿地。碧云绿地东至上海外环，南至龙东大道，西至金科路，北至锦绣东路。碧云绿地周邊是金桥副中心和张江科学城。碧云绿地总占地面积约344公顷，划分为8个区域。碧云绿地由上海浦东开发（集团）有限公司自2017年起開發建設。開發過程共分八期。

## 碧云绿地下設公園

### 悦动公园
悦动公园位於浦东足球场西侧。2021年7月1日，悦动公园开放。

### 涟动公园
涟动公园位於上海中环线西南侧。2022年11月對外開放。

### 盈动公园
盈动公园位於张家浜南岸，跨越上海中环线两侧，总面积约23万平方米。2023年9月28日，盈动公园开放。

### 云天湖公园
云天湖公园位于碧云绿地的最东面，占地约67公顷，裡面有云天湖，水面积约27.8公顷，占整个公园的约1/2。2024年10月1日，云天湖公园开园。